# Rock Meets Classic

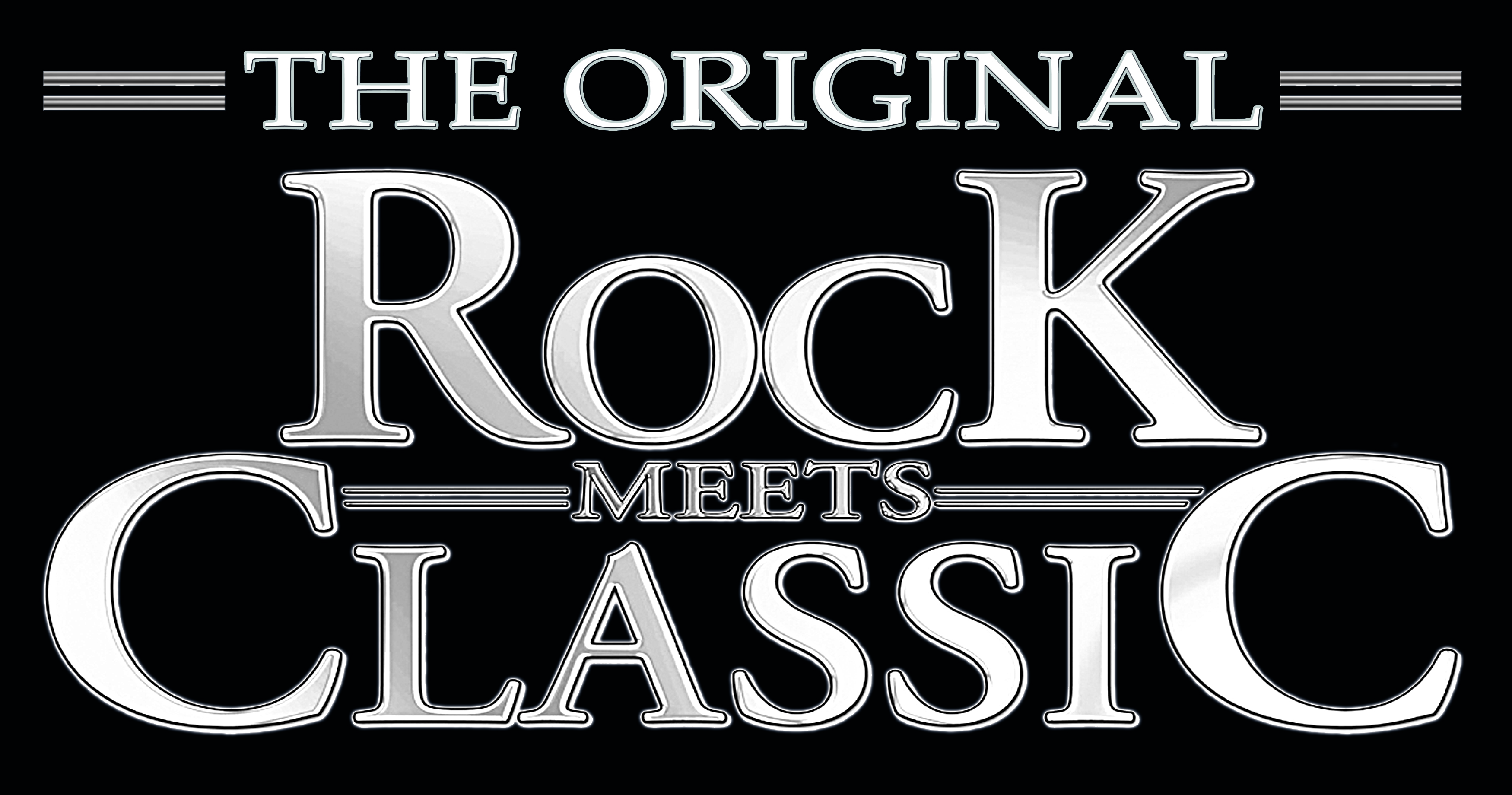
Rock-Meets-Classic-Logo

Rock Meets Classic ist eine Konzertreihe, die mit unterschiedlichen Stargästen seit 2010 regelmäßig einmal im Jahr in Deutschland und anderen europäischen Ländern auf Tournee ist. Ein Symphonieorchester und eine Band spielen gemeinsam Hits der Rockgeschichte, die hauptsächlich von den jährlich wechselnden Original-Sängern gesungen werden. Das eigens für die Konzertreihe zusammengestellte RMC Symphony Orchestra übernimmt dabei den klassischen Teil der Arrangements, während bis 2020 für die Rock-Musik die Mat-Sinner-Band zuständig war, eine deutsche Rock-Band, die von mehreren Backgroundsängerinnen begleitet wurde. Von 2010 bis 2020 war Mat Sinner musikalischer Leiter und Creative Director der Rock-Meets-Classic-Produktion. Zum festen Stamm der Begleitband gehören Zlatko Jimmy Kresic (Keyboards), Alex Beyrodt & Tom Naumann bzw. Oliver Hartmann an den Gitarren (Primal Fear) – (Sinner), Moritz Müller an den Drums (The Intersphere) und die Sänger Sascha Krebs (The Queen Kings) – (Sinner), Gabriela Gunčíková und Giorgia Colleluori (Sinner).
2020 musste die Tour wegen der Corona-Pandemie vorzeitig abgebrochen werden, in den Jahren 2021 und 2022 fanden wegen der Pandemie keine Tourneen statt.

## Geschichte

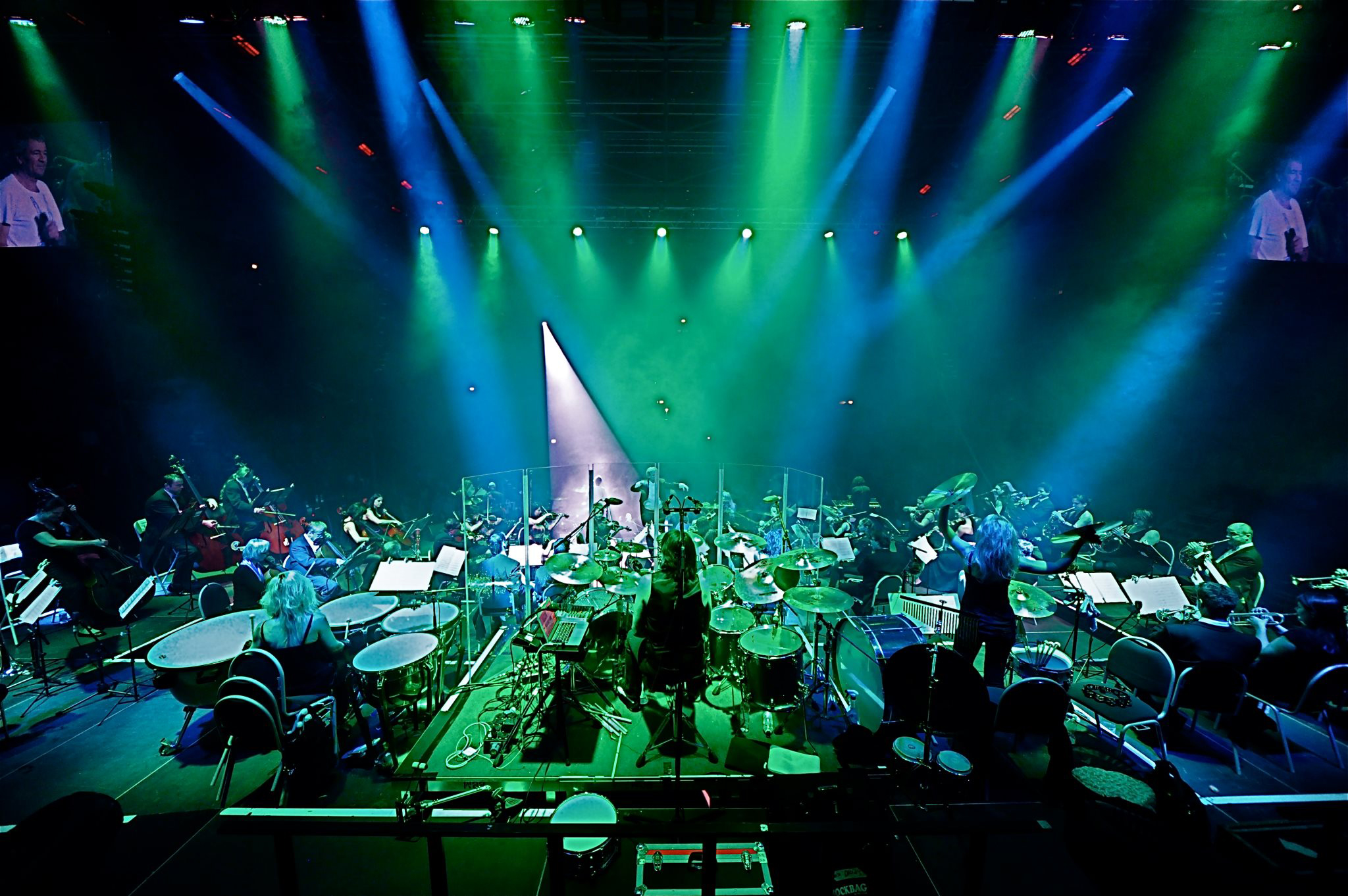
Rock meets classic (2012)

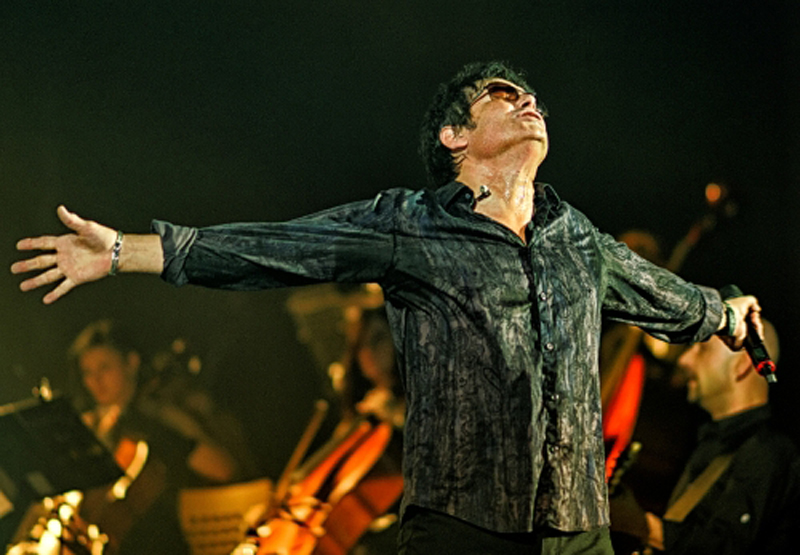
Jimi Jamison (Survivor) 2012

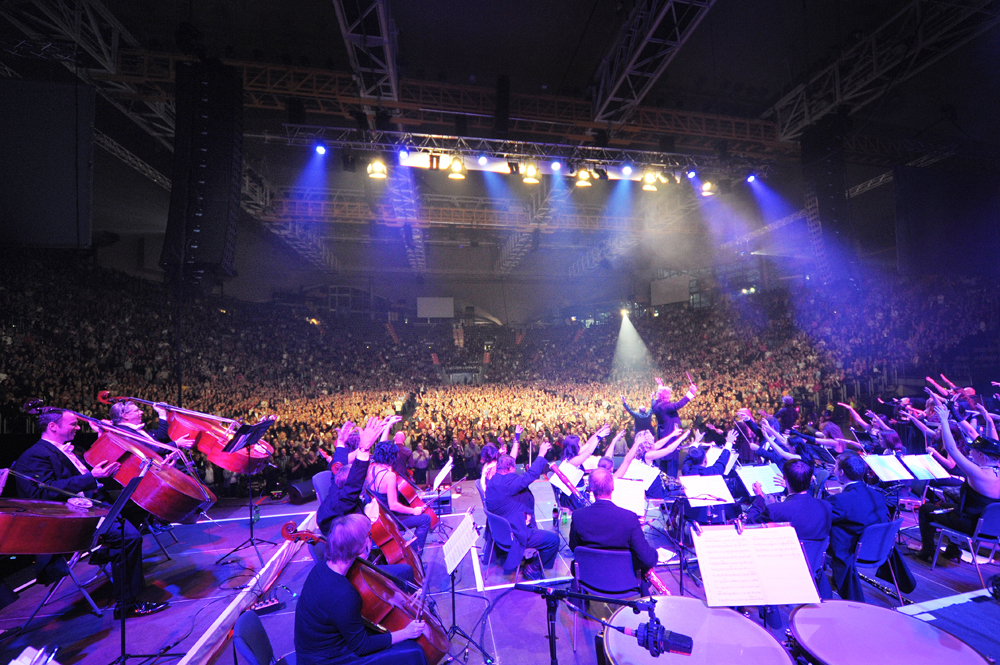
Olympiahalle, München 2012

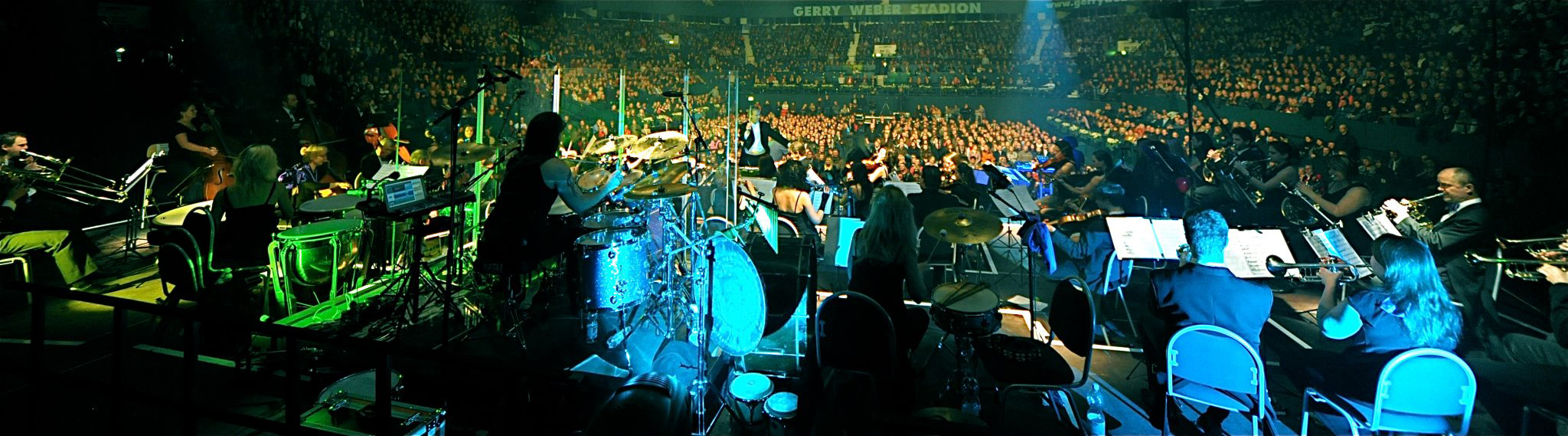
Gerry Weber Stadion, Halle (Westf.) 2012

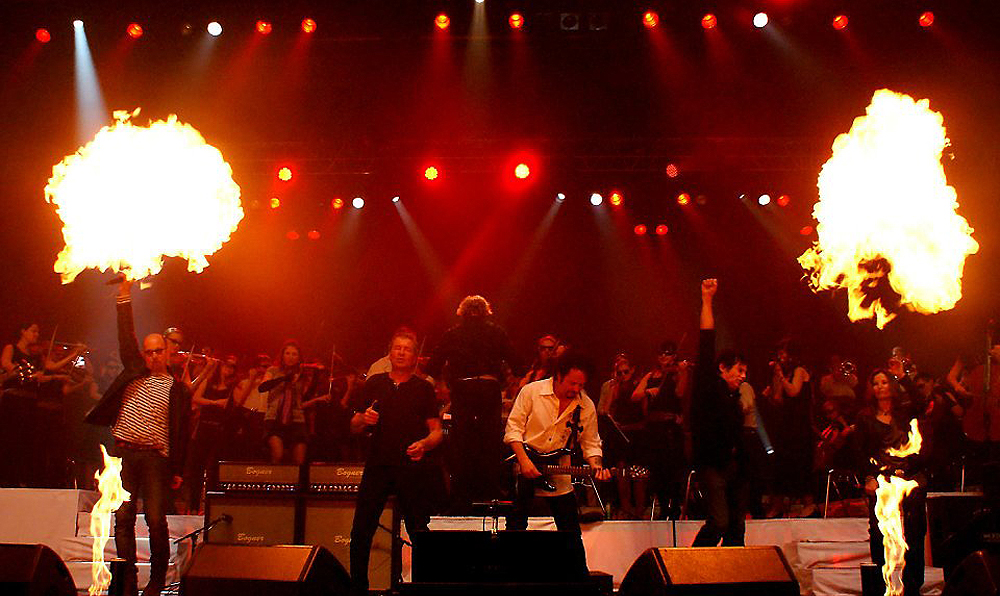
Chris Thompson, Ian Gillan, Steve Lukather, Jami Jamison, Robin Beck, 2012

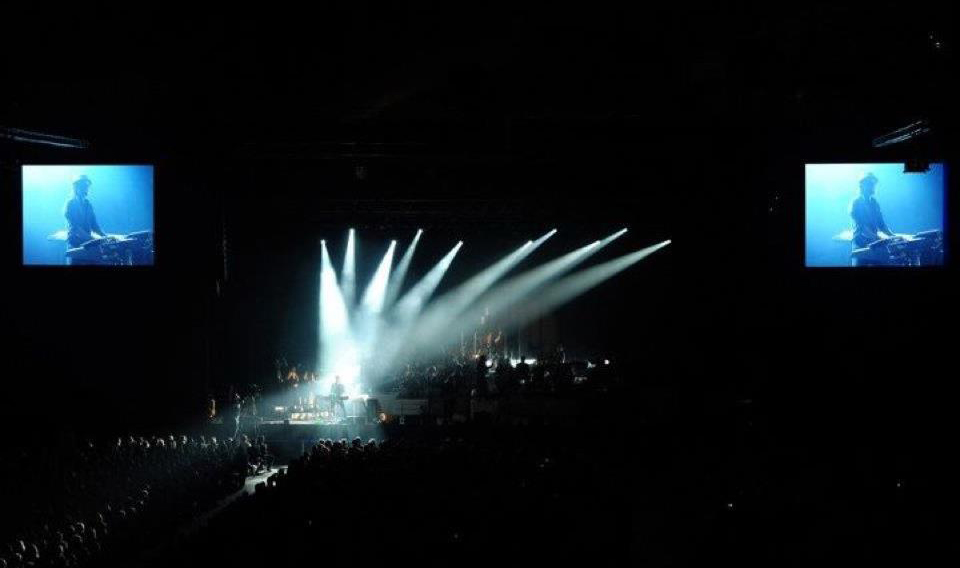
Tournee 2012

1992 gab es ein erstes Mal eine Rock-Meets-Classic-Tournee. Die Idee dazu hatte Manfred Hertlein, Geschäftsführer und Gründer der Manfred Hertlein Veranstaltungs GmbH.
Nach einem umjubelten Auftritt bei Thomas Gottschalks „Wetten, dass..?“ und einer ausverkauften Tournee durch Süddeutschland ging Rock Meets Classic 1993 auf eine 30-Städte-Tournee durch die Bundesrepublik.
Rock Meets Classic unterscheidet sich von anderen Produktionen dieser Art darin, dass die Songs von den Original-Interpreten gesungen und nicht nur instrumental reproduziert werden. Das begleitende Orchester, 1993 noch aus 16 Mitgliedern bestehend, ist seit 2010 auf 42 Mitglieder vergrößert worden.
2002 gab es eine Neuauflage der Tournee erstmals auch in Österreich zu sehen.
2010 wurde das Projekt ein zweites Mal wiederbelebt und die Tournee wird seither mit wechselnder Besetzung jährlich durchgeführt.

## Mitwirkende

### 1993
- Gary Brooker
- Barry Ryan
- Bobby Kimball (Toto)
- Geoff Whitehorn
- Henry Spinetti
- Laurence Cottle

Musikalische Leitung: Christian Kabitz

### 2002
- Percy Sledge
- Dan McCafferty (Nazareth)
- Christopher Cross
- Barry Ryan

Musikalische Leitung: Ulf Weidmann

### 2010
- Lou Gramm (Foreigner)
- Bobby Kimball (Toto)
- Dan McCafferty (Nazareth)

### 2011
- Ian Gillan (Deep Purple)
- Lou Gramm (Foreigner)
- Marc Storace (Krokus)
- Dan McCafferty (Nazareth)
- Les Holroyd (Barclay James Harvest)

### 2012
- Ian Gillan (Deep Purple)
- Steve Lukather (Toto)
- Chris Thompson (Manfred Mann’s Earth Band)
- Jimi Jamison (Survivor)
- Robin Beck

### 2013
- Paul Rodgers (Free, Bad Company)
- Eric Bazilian (The Hooters)
- Steve Augeri (Journey)
- Chris Thompson (Manfred Mann’s Earth Band)

Very Special Guest: Bonnie Tyler

### 2014
- Alice Cooper
- Joe Lynn Turner (Rainbow)
- Bernie Shaw & Mick Box (Uriah Heep)
- Midge Ure (Ultravox)
- Kim Wilde

### 2015
- Ian Gillan (Deep Purple)
- Rick Parfitt (Status Quo)
- Eric Martin (Mr. Big)
- John Wetton (Asia)

Very Special Guest: Gianna Nannini

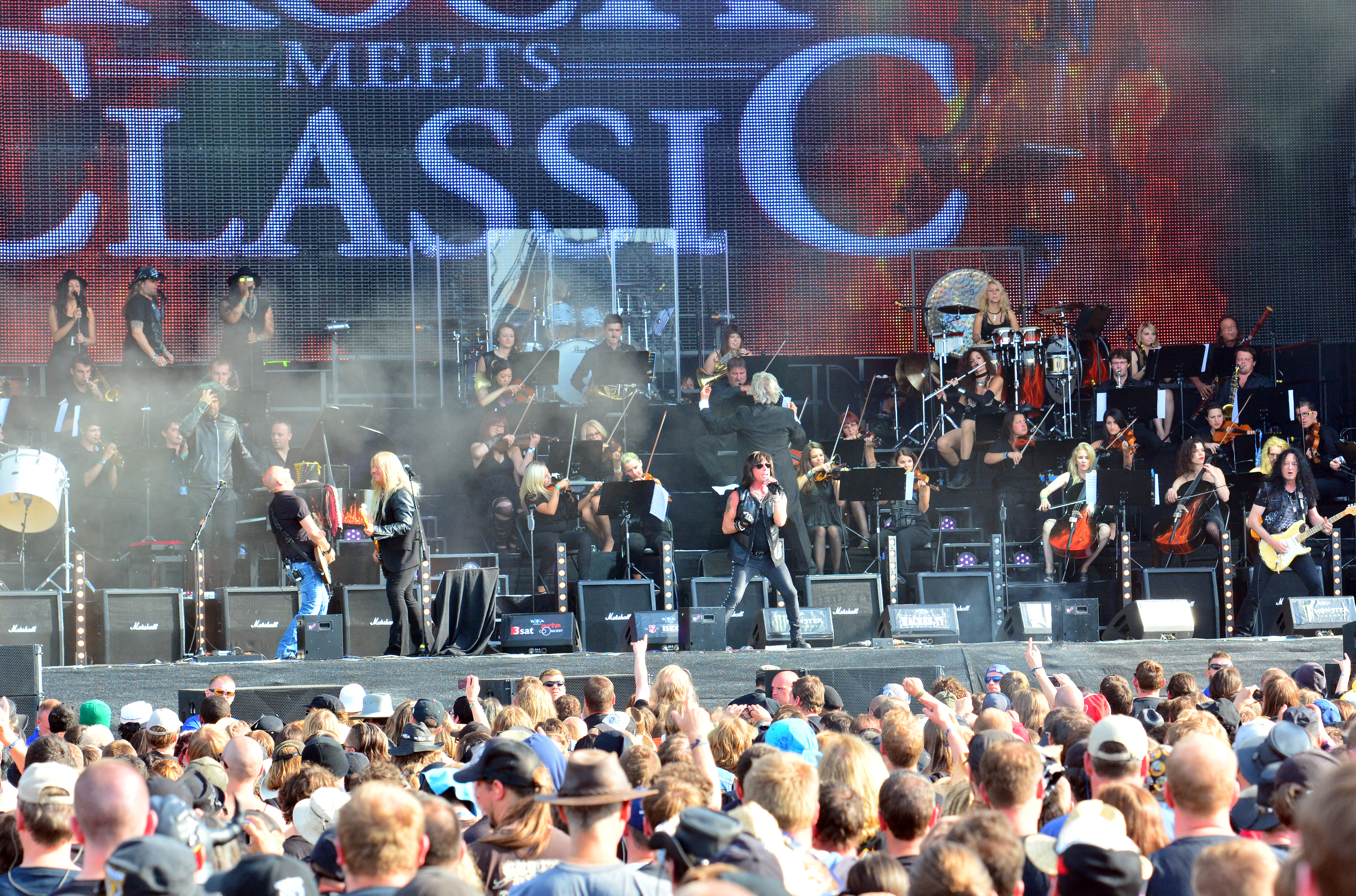
Rock meets classic beim Wacken Open Air 2015

Sommer-Shows bei Rock of Ages (Festival) und Wacken Open Air:
- Dee Snider (Twisted Sister)
- Joe Lynn Turner (Rainbow)
- Michael Kiske (Helloween)
- Marc Storace (Krokus)
- Jennifer Haben (Beyond the Black)

### 2016
- Joey Tempest (Europe)
- Steve Walsh (Kansas)
- Midge Ure (Ultravox)
- Scott Gorham & Ricky Warwick (Thin Lizzy)
- Andy Scott & Pete Lincoln (The Sweet)
- Dan McCafferty (Nazareth)

Special Guest: Doro

### 2017
- Don Felder (The Eagles)
- Steve Lukather (Toto)
- Mick Box & Bernie Shaw (Uriah Heep)
- Bob Catley & Tony Clarkin (Magnum)

Very Special Guest: Rick Springfield

### 2018
- Francis Rossi (Status Quo)

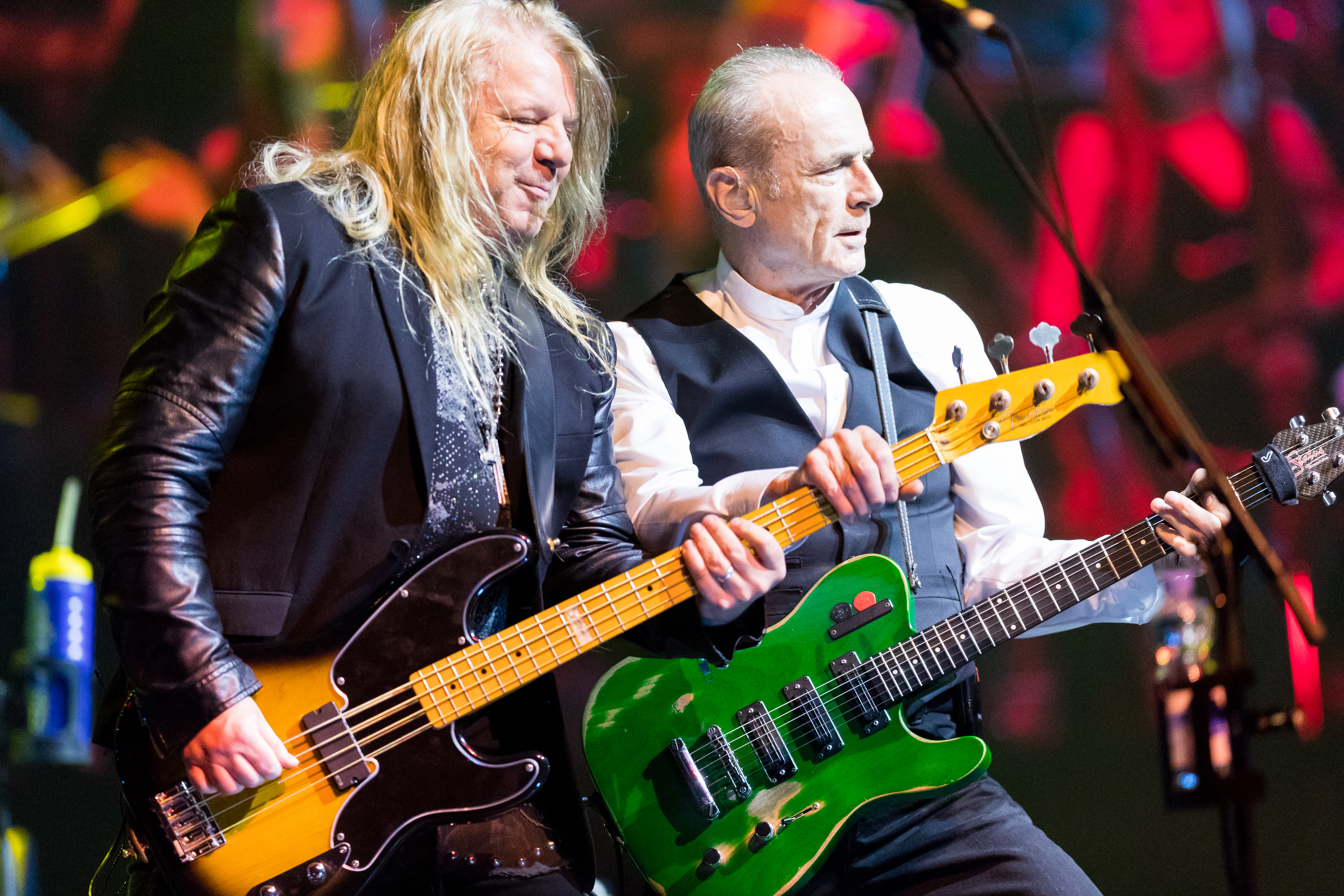
Mat Sinner & Francis Rossi

- Leo Leoni und Nic Maeder (Gotthard)
- John Helliwell und Jesse Siebenberg (Supertramp)
- Eric Bazilian (The Hooters)
- Michael Sadler (Saga)

### 2019
- Ian Gillan (Deep Purple)
- Kevin Cronin (REO Speedwagon)
- Mike Reno (Loverboy)
- Andy Scott & Pete Lincoln (The Sweet)
- Scott Gorham & Ricky Warwick (Thin Lizzy)

Special Guests: Anna Maria Kaufmann und Dan Lucas

### 2020

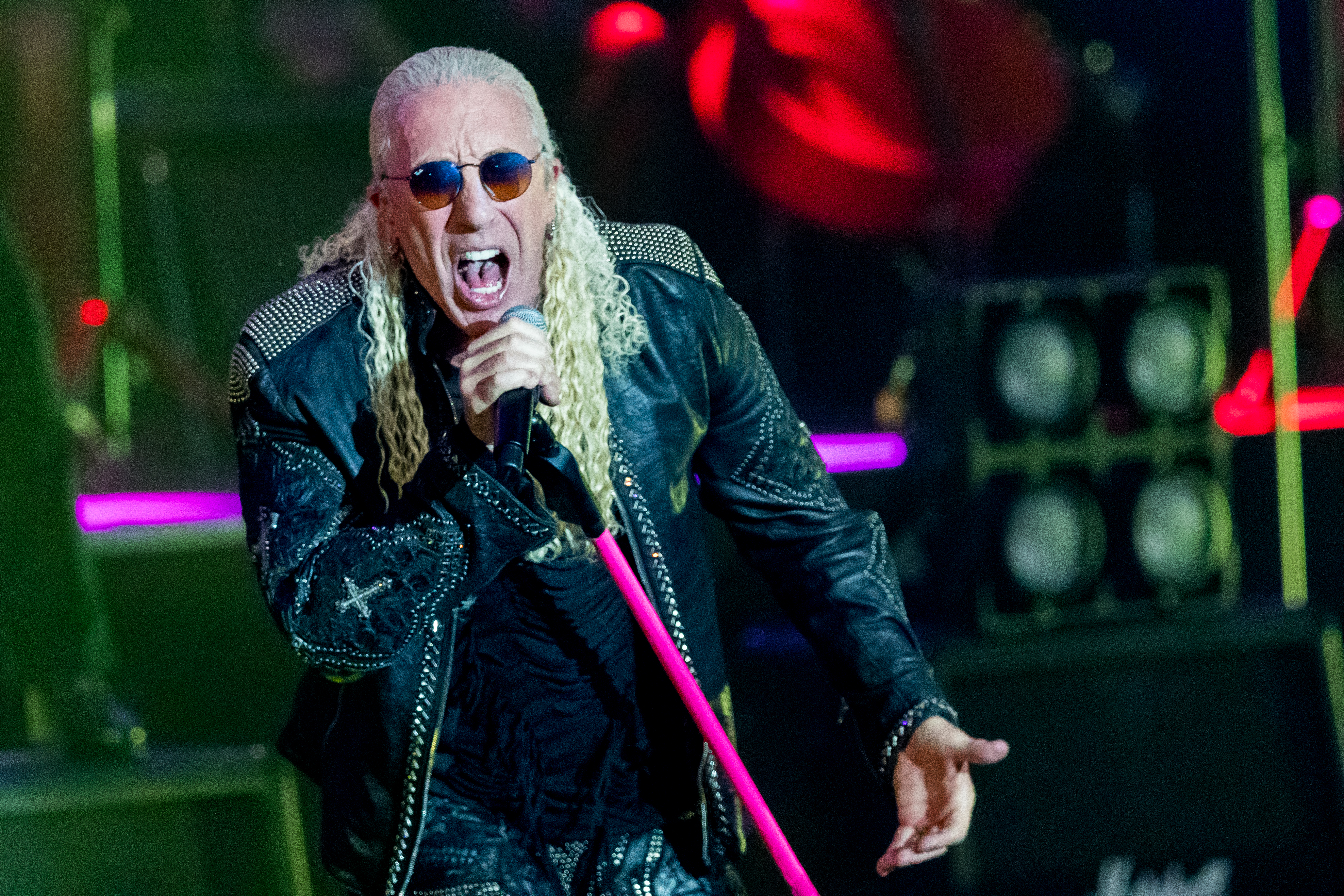
Dee Snider in Frankfurt

- Alice Cooper
- Robin Zander (Cheap Trick)
- Joyce Kennedy (Mother’s Finest)
- Danny Bowes & Luke Morley (Thunder)

Special Guest: Robert Hart

### 2023
- Joey Tempest (Europe)
- Dee Snider (Twisted Sister)
- Ronnie Romero (Rainbow)
- Mike Tramp (White Lion)
- Maggie Reilly (Mike Oldfield Band)
- Mick Box und Bernie Shaw (Uriah Heep)

### 2024
- Tarja Turunen (Nightwish)
- John Helliwell und Jesse Siebenberg (Supertramp)
- Midge Ure (Ultravox)
- Robert Hart (Manfred Mann’s Earth Band)
- Paul Shortino (Quiet Riot)

Special Guest: Russ Ballard

### 2025
- Randall Hall (Lynyrd Skynyrd)
- Glenn Hughes (Deep Purple, Black Sabbath)
- Lita Ford
- Fran Cosmo (Boston)
- John Elefante (Kansas)
- Mal McNulty (Slade)

## Belege
1. ↑  Rock meets Classic - Band. Abgerufen am 4. Januar 2021.